# Cri d'armes
Les seigneurs utilisaient ces cris d'armes, propres à leurs maisons, pour rallier les troupes et vassaux dans la mêlée des combats, identifier les parties en présence ou simplement pour défier l’adversaire avant la charge.
En héraldique, le cri d'armes ou cri de guerre figure au-dessus du blason, par opposition à la devise qui est placée en dessous.

## Quelques cris célèbres
- « Montjoie ! Saint-Denis ! » par les armées des rois de France jusqu'au XVIe siècle inclus, du nom du saint patron de la France.
- « Bourgogne ! » par les armées des ducs de Bourgogne du XVe siècle.
- « Saint George ! » par les armées des rois d'Angleterre médiévaux.
- « Louvain au riche duc », puis…
  - « Limbourg à celui qui l'a conquis ! » (Jean Ier, duc de Brabant, ~1288).